# 大渡亮
大渡 亮（おおわたり りょう、1971年4月4日 - ）は、日本のミュージシャン、ギタリスト、ボーカリスト。
神奈川県横浜市出身。Do As Infinity、ミサイルイノベーション、THE JUGGLERのメンバーで、pee-ka-booの元メンバー。既婚。

## 略歴
中学生の頃、友達の影響でハードロックに憧れギターを始める。
1998年にロックバンド・pee-ka-booを結成し、同バンドのギタリストとして同年1月21日にテイチクのロックレーベルBAIDISから1stシングル「Kill Me」でメジャーデビューを果たし、4枚のシングルをリリースするも同年に解散（2014年12月3日に開催されたイベント『夢陣vol.8』にて一夜限りの再結成ライブを行った）。
その後、1999年に長尾大と伴都美子と共に音楽グループ・Do As Infinityを結成。同年9月29日にavex traxから1stシングル「Tangerine Dream」で再メジャーデビューを果たす。
グループ活動においては主にギターとボーカル、作詞・作曲を担当。Do as infinityでは「遠くまで」「Week!」「under the sun」「本日ハ晴天ナリ」「楽園」「For the future」などの作詞を手掛け、自身がボーカルを務めるロックバンド・ミサイルイノベーションでは同バンドの大半の楽曲で作詞・作曲を手掛けている。

## 人物・エピソード
- MOON CHILDの佐々木収とは、同い年であり当時の事務所の先輩であった[3]。pee-ka-booデビュー当時は接する機会がなかったが、2005年あたりにイベントで共演して以降交流が深くなっている[3]。

## 使用楽器
- Fender Jaguar - 亀田誠治に譲渡
- Fender Jazzmaster
- Fender Telecaster
- Gibson Explorer - HeartのPVで使用
- Gibson ES-335
- Gibson SG
- Gibson Les Paul Special - under the sunのPVで使用
- Gibson Les Paul Goldtop
- Gibson Les Paul Custom
- Gibson Flying V

Do As Infinity再結成と前後して所有するギターを最小限まで絞り込んだとのこと。

## ディスコグラフィ

### pee-ka-boo

#### シングル
|     | 発売日        | タイトル      | 規格    | 規格品番   | オリコン | 初収録アルバム |
| --- | ------------- | ------------- | ------- | ---------- | -------- | -------------- |
| 1st | 1998年1月21日 | Kill Me       | 12cm CD | TECN-10379 | 圏外     | 未公表         |
| 2nd | 1998年5月21日 | Voice in Blue | 8cm CD  | TEDN-303   | 圏外     | 未公表         |
| 3rd | 1998年7月23日 | ガラスの太陽  | 8cm CD  | TEDN-311   | 圏外     | 未公表         |
| 4th | 1998年9月23日 | over line     | 8cm CD  | TEDN-316   | 圏外     | 未公表         |

## タイアップ一覧
| 使用年     | 楽曲          | タイアップ先                                  |
| ---------- | ------------- | --------------------------------------------- |
| pee-ka-boo |               |                                               |
| 1998年     | Voice in Blue | 日本テレビ系『すっぴんDNA』エンディングテーマ |
| 1998年     | over line     | 河合塾「冬期講習編」CFイメージソング          |

## レコーディング参加作品
- Tiptory
  - Smilin' Moon（ギター）
  - Whisper To You（ギター）
- 大塚愛
  - さくらんぼ スタジオライブ Ver.（ギター）
  - U-ボート（エレクトリックギター）
- AAA
  - BLOOD on FIRE (Live version) -1st ATTACK ROUND 2- at SHIBUYA-AX on 24th of March 2006（ギター）
  - きれいな空 (Live version) -1st ATTACK ROUND 2- at SHIBUYA-AX on 24th of March 2006（ギター）
  - DRAGON FIRE (Live version) -1st ATTACK ROUND 2- at SHIBUYA-AX on 24th of March 2006（ギター）
  - ハレルヤ (Live version) -1st ATTACK ROUND 2- at SHIBUYA-AX on 24th of March 2006（ギター）
- atami
  - EL Dorado（エレクトリックギター）

## 出演

### テレビ
- 音時間 ON TIME（テレビ東京）

### ラジオ
- pee-ka-booのオールナイトニッポンR（1998年4月 - 同年5月） - pee-ka-booとして出演。
- ミサイルザンマイ?（bayfm）2005年9月一ヶ月限定
- モロヘンナダンディー（2006年頃に富山シティエフエムをキーステーションに各地で放送された）
- NEO STREAM NIGHT「踊ろよハニー」2006年1月一ヶ月限定（マンスリーDJ）（bayfm）

### 劇場アニメ
- 犬夜叉 紅蓮の蓬莱島（村人A）